# Abrocoma uspallata
Abrocoma uspallata é uma espécie de roedor da família Abrocomidae.
Endêmica da Argentina, é conhecida apenas da localização-tipo: Quebrada de la Vena, cerca de 7 km SSE da vila de Uspallata, na Província de Mendoza.